# Imagen ambigua

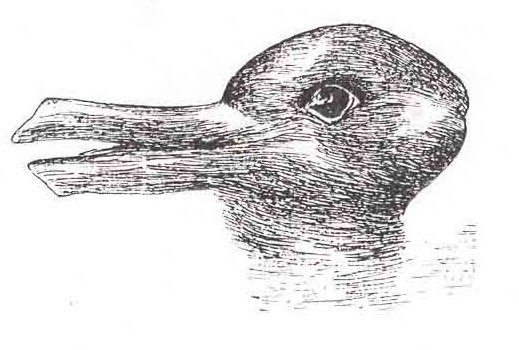
¿Pato o Conejo?

Llamada "La figura de Boring" puede ser vista como una mujer joven o una mujer anciana, véase Mi esposa y mi suegra

Imágenes ambiguas o figuras reversibles son imágenes con ilusiones ópticas las cuales explotan similitudes gráficas y otras propiedades de la interpretación del sistema visual entre dos o más formas distintas de imágenes. Son famosas por inducir el fenómeno de la percepción multiestable. La percepción multiestable es el momento cuando una imagen es capaz de proveer múltiples percepciones estables. Ejemplos clásicos de este son la Ilusión pato-conejo y el Jarrón de Rubin. Las imágenes ambiguas son importantes dentro del campo de la psicología porque a menudo son herramientas de búsqueda en experimentos. Existe una variedad en cuanto a si las imágenes ambiguas pueden ser representadas mentalmente, pero en la mayoría de las búsquedas se ha teorizado que propiamente no pueden ser representadas mentalmente.

## Identificando y resolviendo imágenes ambiguas
La visión media es el estado en el proceso visual que combina todas las características básicas en la escena en distintos reconocibles grupos de objetos. Este estado de visión viene antes del alto nivel de visión (entendiendo la escena)  y después de la temprana visión (determinando las características básicas de una imagen). Al percibir y reconocer imágenes, la visión de medio nivel se comienza a utilizar cuando necesitamos clasificar el objeto que estamos viendo. El nivel superior es utilizado cuando el objeto clasificado puede ser reconocido como un miembro específico de su grupo. Por ejemplo, por medio del nivel medio de visión podemos percibir un rostro, después por medio del nivel alto de la visión podemos reconocer un rostro de una persona familiar. El nivel medio y alto de la visión son cruciales para el entendimiento de la realidad que esta llena de entradas perceptibles ambiguas.

## Percibiendo la imagen en el nivel medio de visión

" Triángulo Kanizsa". Este espacialmente separa fragmentos que dan la impresión de contornos ilusorios (también conocidos como modelo de terminación) de un triángulo

Cuando observamos una imagen, la primera cosa que hacemos es intentar organizar todas las partes de la escena en diferentes grupos. Para hacer esto, uno de los métodos básicos que se utiliza es buscar los bordes. Los bordes pueden incluir percepciones obvias como los bordes de una casa, y pueden incluir otras percepciones que el cerebro necesite procesar a profundidad, como los bordes de las características faciales de una persona. Cuando se encuentran bordes, el sistema visual del cerebro detecta un punto en la imagen con un agudo contraste de iluminación. Ser capaz de detectar la locación de un borde de un objeto ayuda a reconocer el objeto. En las imágenes ambiguas, el detectar bordes se sigue viendo natural para la persona que percibe la imagen. Sin embargo, el cerebro padece de un profundo proceso para resolver la ambigüedad. Por ejemplo, considere una imagen que involucre un cambio opuesto en magnitud de luminancia entre el objeto y el fondo (e.j. Desde arriba, el fondo cambia de negro a blanco, y los objetos cambian de blanco a negro). Los gradientes opuestos en algún momento llegarán a un punto donde hay un grado de igualdad dentro de la luminancia de los objetos y del fondo. En este punto, no hay bordes percibidos. Para contrarrestar esto, el sistema visual conecta la imagen como un todo en vez de un set de bordes, permitiendo ver un objeto más en vez de bordes y no bordes. Aunque no hay una imagen completa para ver, el cerebro es capaz de cumplir esto por su entendimiento del mundo físico y los incidentes reales de la iluminación ambigua.
En las imágenes ambiguas, las ilusiones a menudo son producidas por contornos ilusorios. Un contorno ilusorio es un contorno percibido sin presencia de un gradiente físico. En ejemplos donde una forma blanca aparece para obstruir objetos oscuros en un fondo blanco, la forma blanca pareciese ser más brillante que el fondo, y los bordes de esta forma producen los contornos ilusorios. Estos contornos ilusorios son procesados por el cerebro en una forma similar como los contornos reales. El sistema visual cumple esto haciendo inferencias sobre la información que se encuentra presente de la misma manera que el gradiente de luminancia. 

## Reglas de Agrupamiento Gestalt
En la visión media, el sistema visual utiliza una serie de métodos heurísticos, llamados Reglas de Agrupamiento Gestalt, para identificar rápidamente una percepción básica de un objeto que ayude a resolver una ambigüedad. Esto le permite a la percepción ser rápida y fácil por medio de la observación de patrones e imágenes familiares en lugar de un proceso lento de identificar cada parte de un grupo. Eso ayuda a resolver imágenes ambiguas porque el sistema visual acepta pequeñas variaciones en el patrón y sigue percibiendo al patrón como un todo. Las reglas de agrupamiento de Gestalt son un resultado de la experiencia del sistema visual. Una vez que un patrón es percibido frecuentemente, es guardado en la memoria y puede ser percibido otra vez fácilmente sin el requerimiento de examinar el objeto entero otra vez.  Por ejemplo, cuando vemos una tabla de ajedrez, percibimos un patrón completo y no una serie de cuadros blancos y negros.

### Buena continuación
El principio de una buena continuación otorga al sistema visual una base para la identificación de bordes continuos. Esto significa que cuando una serie de líneas es percibida, existe una tendencia para una línea de continuar en una dirección. Esto le permite al sistema visual identificar los bordes de una imagen compleja por medio de la identificación de puntos donde las líneas cruzan. Por ejemplo, dos líneas cruzan en una forma "X" y serán percibidas como dos líneas viajando diagonalmente en lugar de dos líneas cambiando de dirección a la forma "V" opuesta una de la otra. Un ejemplo de una imagen ambigua serían dos líneas curvas intersectando un punto. Esta unión será percibida de la misma manera que la "X", donde la intersección es vista como las líneas cruzando, en lugar de girar a un lado contrario de cada una. Las ilusiones de la buena continuación son a menudo usadas por magos para los trucos a su público.

### Semejanza
La regla de la semejanza señala que las imágenes que son similares entre sí pueden ser agrupadas como el mismo tipo de un objeto o la parte de un mismo objeto. Por lo tanto, entre más similares sean dos objetos o imágenes, más podrán ser agrupados junto. Por ejemplo, dos cuadrados entre muchos círculos serán agrupados juntos. Pueden variar en semejanza de color, tamaño, orientación y otras propiedades, pero al final serán agrupados juntos con variedad de grados de pertenencia.

### Proximidad, región común, y conectividad

Ley de Proximidad

La propiedad de agrupamiento de la proximidad es la distancia espacial entre dos objetos. Cuanto más cercanos estén dos objetos, serán más pertenecientes al mismo grupo. Esta percepción puede ser ambigua sin que la persona lo perciba como una ambigüedad. Por ejemplo, dos objetos que varían en distancias y orientaciones por el observador aparentarán estar próximos uno del otro, mientras que un tercer objeto que pueda estar más próximo a uno de ellos aun así aparentará estar lejos.
Los objetos que ocupan una región en común dentro de la imagen parecen ser ya parte de un grupo. Esto puede incluir una única locación espacial, como si dos objetos ocuparan una región distinta del espacio fuera de su propio grupo. Los objetos pueden tener una proximidad cercana, pero aparecen como una parte de un grupo distinto entre varias ayudas visuales como un umbral de colores separándose de dos objetos.
Además, los objetos pueden visualmente ser conectados en maneras como al dibujar una línea que va en cada objeto. Estas similares y jerárquicas reglas sugieren que algunas reglas de Gestalt pueden ser anuladas por otras reglas.

## Segmentación de textura y asignaciones figura-fondo
El sistema visual puede ayudarse a sí mismo en resolver problemas de ambigüedades por medio de la detección de patrones de textura en una imagen. Esto se puede cumplir usando muchos de los principios de Gestalt. La textura puede proporcionarnos información que nos ayude a distinguir objetos completos, y una textura cambiante de una imagen revelará cuales objetos distintos pueden ser parte del mismo grupo. Las reglas de segmentación de textura a menudo cooperan y compiten entre sí, examinando la textura se puede hacer un rendimiento de la información sobre las capas de una imagen, desambiguación del fondo, primer plano y el objeto.

### Tamaño y rodear
Cuando una región de una textura completamente rodea otra región de textura, es probablemente el fondo. Adicionalmente, las regiones más pequeñas de textura en una imagen son probablemente la figura.

### Paralelismo y Simetría
EL paralelismo es otra manera de desambiguar una figura de una imagen. La orientación de los contornos de diferentes texturas en una imagen pueden determinar que objetos son agrupados juntos. Generalmente, los contornos paralelos sugieren ser pertenecientes al mismo objeto o a un grupo de objetos. Similarmente, la simetría de los contornos puede también definir la figura de una imagen.

### Bordes extremos y movimiento relativo
Un borde extremo es un cambio en la textura que le sugiere a un objeto que puede estar enfrente o detrás de otro objeto. Esto puede ser debido por un efecto de sombreado en los bordes de una región de textura, dando la apariencia de profundidad. Algunos efectos de bordes extremos pueden abrumar las segmentaciones del rodear o el tamaño. Los bordes perciben también auxiliares en objetos distinguidos examinando el cambio en textura contra un borde debido al movimiento.

#### Utilizando imágenes ambiguas para esconderse en el mundo real: camuflaje
En la naturaleza, el camuflaje es utilizado por los organismos para escapar de los predadores. Esto es alcanzado por la creación de una ambigüedad de segmentación de textura por medio de imitar el ambiente del alrededor. Sin permitir ser vistas las diferentes texturas y posiciones, un predador será incapaz de ver a su víctima.

## Conclusión
Muchas imágenes ambiguas son producidas por medio de una oclusión, donde la textura de un objeto de repente se detiene. Una oclusión es la percepción visual  de un objeto estando atrás o en frente de otro objeto, otorgando información sobre el orden de las capas de la textura. La ilusión de la oclusión es aparentemente en el efecto de los contornos ilusorios, donde la oclusión es percibida a pesar de no existir. Aquí, una imagen ambigua es percibida por ser un instante de la oclusión. Cuando un objeto es ocluido, el sistema visual solo tiene información sobre las partes del objeto que se pueden ver, entonces el resto del procedimiento tiene que ser más profundo y envolver más a la memoria.

## Puntos de vista accidentales
Un punto de vista accidental es una posición visual que produce una imagen ambigua. El punto de vista accidental no provee suficiente información para distinguir lo que el objeto es. A menudo, esta imagen es percibida incorrectamente y produce una ilusión que difiere de la realidad. Por ejemplo, una imagen puede separarse en dos, con la mitad alzada siendo más alargada y puesta lejos del espacio del que la está percibiendo. Esta imagen será percibida como una completa imagen desde un único espacio de punto de visa, en vez de la realidad de dos mitades separadas de un objeto. Los artistas urbanos a menudo utilizan trucos de punto de vista para crear escenas de 2 dimensiones en el suelo que aparentan estar en una tercera dimensión.  

## Reconociendo un objeto con una visión de alto nivel

Escaleras de Schroeder

Para ir más lejos en lugar de estar percibiendo un objeto  es reconocer el objeto. Reconocer un objeto juega un rol crucial en resolver imágenes ambiguas, y confía profundamente en la memoria y la preferencia del conocimiento. Para reconocer un objeto, el sistema visual detecta componentes familiares de él, y compara la representación perceptual del mismo con una representación de un objeto guardado en la memoria.  Esto puede pasar utilizando varias plantillas de un objeto, como un "perro" para representar a los perros en general. El método de plantilla no es siempre exitoso porque los miembros de un grupo deben significar diferentemente en la visualización entre cada uno, y puede verse muy diferente si es visto en diferentes ángulos. Para contar el problema del punto de vista, el sistema visual detecta componentes familiares del objeto en un espacio de tercera dimensión. Si los componentes de un objeto percibido están en la misma posición y orientación de la memoria de un objeto, el reconocimiento es posible. Las investigaciones han demostrado que la gente es más creativa con imágenes y son mejores en resolver imágenes ambiguas. Esto puede ayudarles a la habilidad de identificar rápidamente patrones en una imagen. Cuando estamos haciendo una representación mental de una imagen ambigua, de la misma manera que con imágenes normales, cada parte es definida y puesta en una representación mental. Entre más compleja la escena sea, tomará más tiempo el proceso y el añadir una representación.

Cubo Necker: un cubo con marco de alambres con ninguna señal de profundidad.

Las figuras son estiradas de una manera que se evitan señales profundas que se convierten en ambiguas
Los ejemplos clásicos de este fenómeno son el Cubo de Necker, y el azulejo romboide (visto como un dibujo isométrico de cubos).

### Utilizando la memoria y la experiencia reciente
Nuestra memoria tiene un impacto prolongado a la hora de resolver una imagen ambigua, mientras que también va ayudando al sistema visual a identificar y reconocer objetos sin tener que analizar y categorizar repetitivamente. Sin la memoria y el conocimiento previo, una imagen con muchos grupos de objetos similares será difícil de percibir. Cualquier objeto puede tener una representación ambigua y puede categorizarse erróneamente en grupos equivocados sin el reconocimiento de un objeto por parte de la memoria. Este descubrimiento sugiere que una experiencia previa es necesaria para que exista una percepción propia. Estudios han sido creados con el uso de Greebles para demostrar el rol de la memoria en el reconocimiento de un objeto. El acto de cebar a un participante con una exposición a un estímulo visual similar también puede tener un efecto prolongado sobre la facilidad a la hora de resolver una ambigüedad.

## Problema con percepciones ambiguas: prosopagnosia
La prosopagnosia  es un desorden que hace que la persona sea incapaz de identificar rostros. El sistema visual se va a nivel medio de visión e identifica un rostro, pero en un nivel alto de visión falla para identificar a quién le pertenece. En este caso, el sistema visual identifica un objeto ambiguo, una cara, pero es incapaz de resolver la ambigüedad utilizando la memoria, lo que deja al afectado incapaz de determinar a quién está viendo.